# Alcicornium sumbawense
Alcicornium sumbawense là một loài thực vật có mạch trong họ Polypodiaceae. Loài này được (H. Christ) H. Christ miêu tả khoa học đầu tiên năm 1910.